# Changan UNI-T
Changan UNI-T – samochód osobowy typu crossover klasy kompaktowej produkowany pod chińską marką Changan od 2020 roku.

## Historia i opis modelu

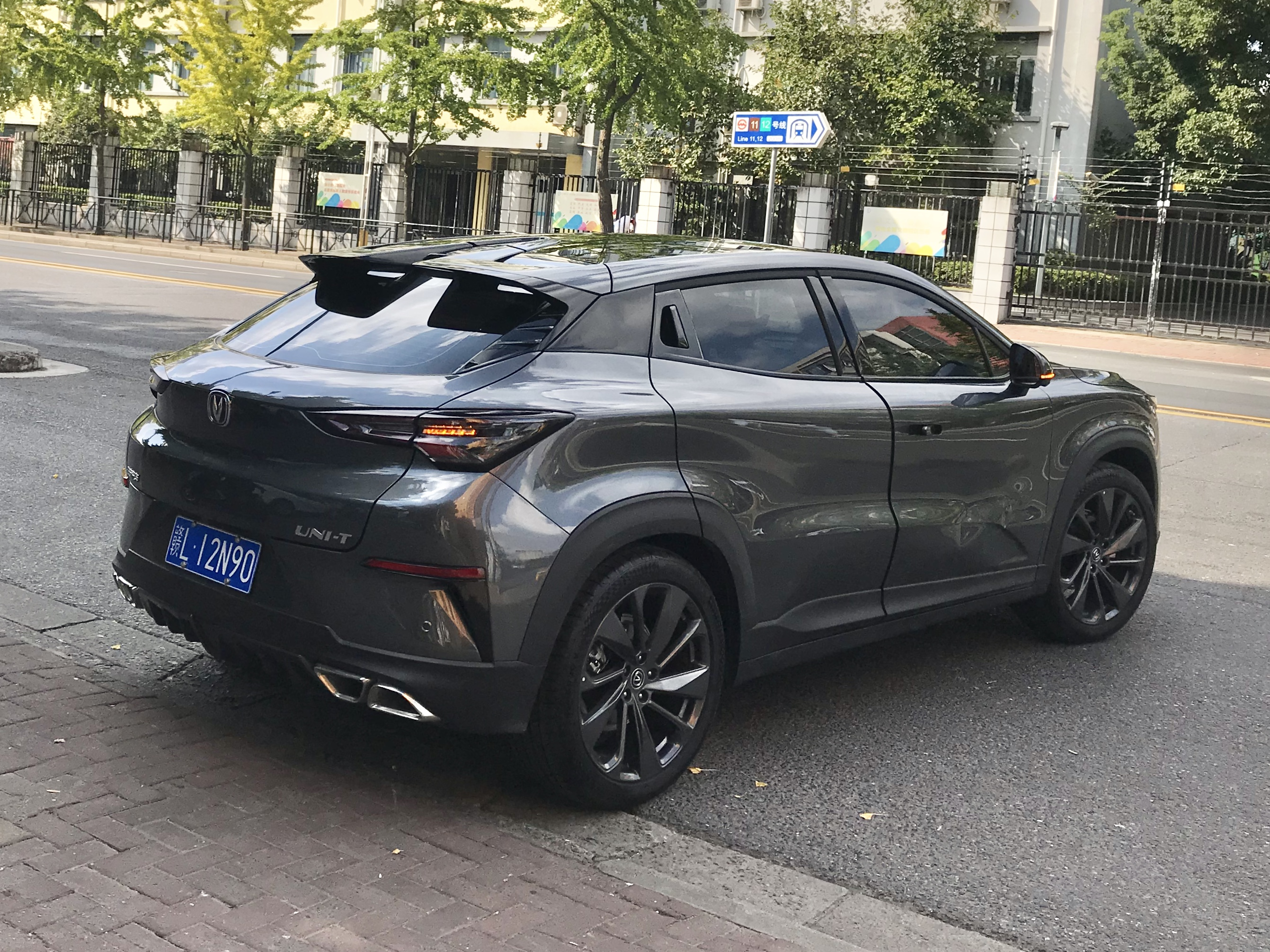
Changan UNI-T - tył

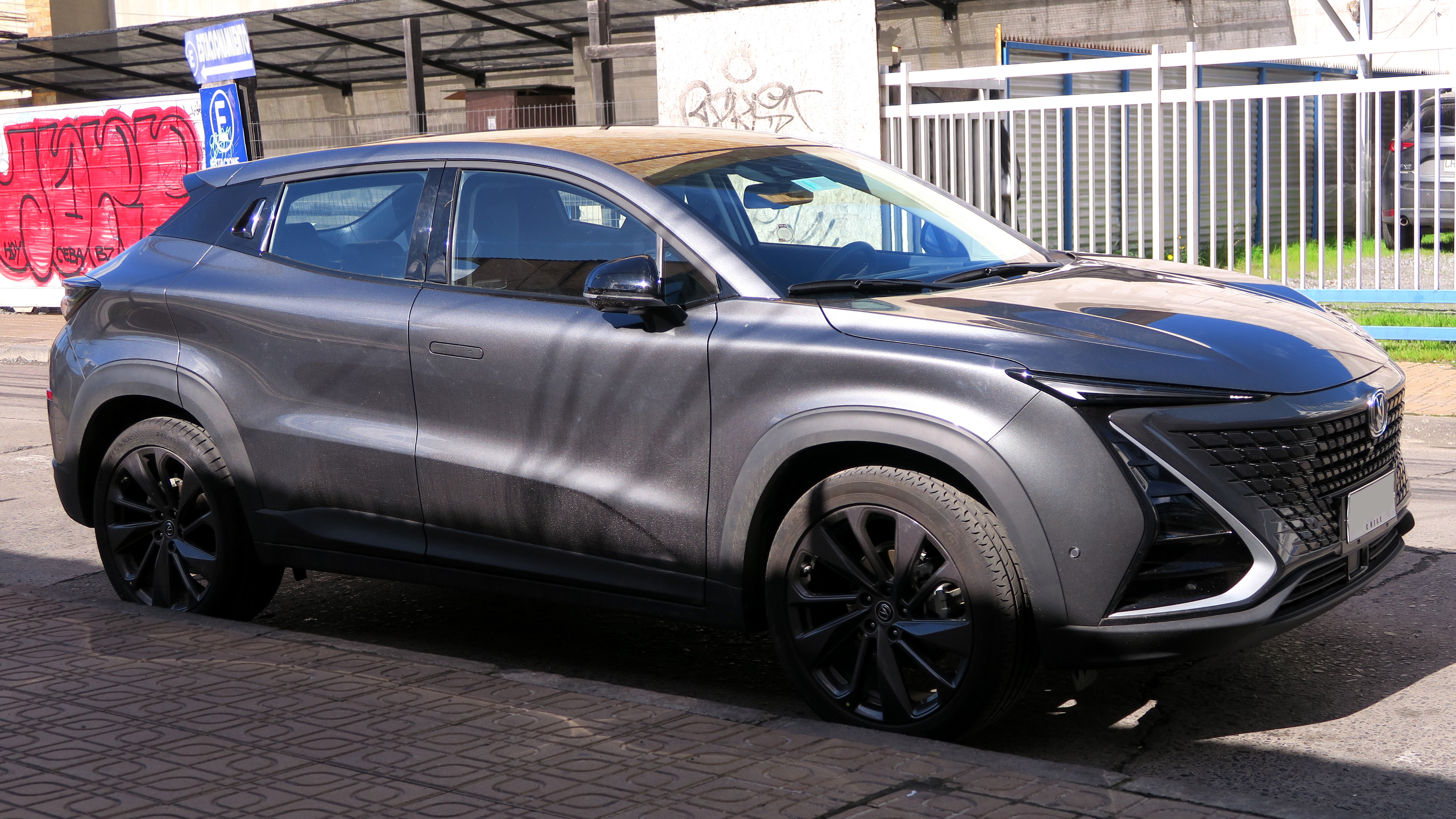
Changan UNI-T w Chile

Changan UNI-T został zaprezentowany w pierwszych dniach stycznia 2020 jako zupełnie nowy model inaugurujący nową linię modelową UNI, charakteryzującą się awangardową i dynamiczną stylizacją nadwozia. 
Początkowo prezentacja nowego crossover chińskiego producenta miała odbyć się podczas Geneva Motor Show w marcu 2020 roku w Szwajcarii, jednak z powodu anulowania wydarzenia w związku z Pandemią COVID-19 debiut ostatecznie odbył się wiosną na salonie samochodowym w Pekinie.
Changan UNI-T zyskał awangardową stylizację z agresywnie stylizowanymi, wąskimi dwupoziomowymi reflektorami wykonanymi w technologii LED, a także rozległą atrapą chłodnicy w kształcie trapezu i ze strukturą diamentu. Oprócz masywnych błotników i wysoko poprowadzonej linii okien nadwozie zyskało charakterystyczne dwubarwne malowanie.
Gama nadwoziowa została zapożyczona z większego modelu CS75 Plus, składając się z dwóch czterocylindrowych silników benzynowych wyposażonych w turbodoładowanie: o pojemności półtora litra oraz dwóch litrów.

### Sprzedaż
Changan UNI-T powstał specjalnie z myślą o wewnętrznym rynku chińskim, jako grupę docelową określając młodych odbiorców wskazaną dla całej linii modelowej UNI. Ponadto, model trafił do sprzedaży także na wybranych rynkach eksportowych jak m.in. Chile czy Rosja.

### Silnik
- R4 1.5l Turbo
- R4 2.0l Turbo